# Halictinae

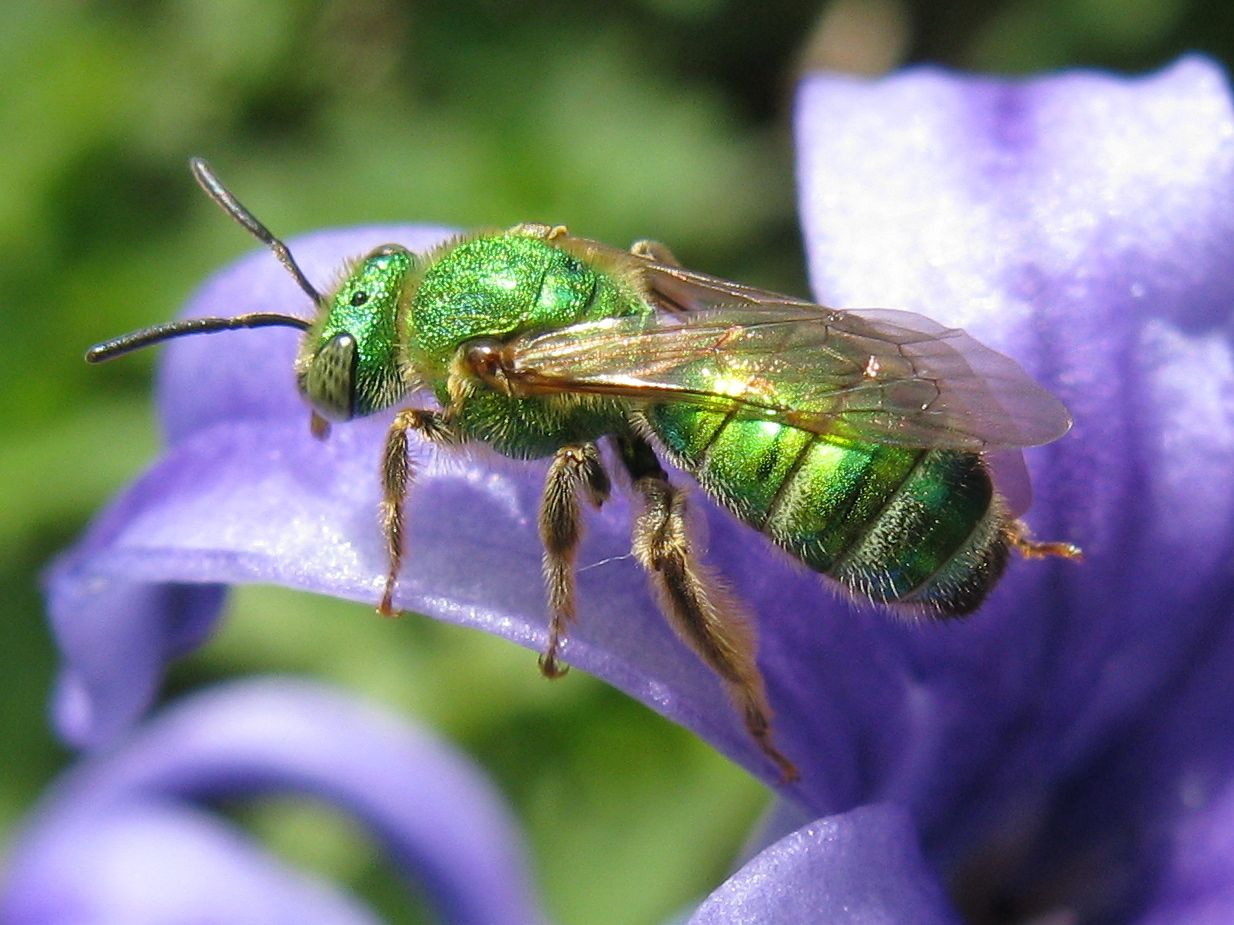
Agapostemon

Halictinae (лат.) — подсемейство одиночных и полусоциальных пчёл из семейства Halictidae. Более 2400 видов.
Встречаются повсеместно.

## Описание
Мелкие и среднего размера пчёлы, длина тела около 1 см. Гнездятся в земле, в норках, часто большими колониями, характерны примитивные формы общественного образа жизни.
Эти мелкие пчёлы являются опылителями цветковых растений, собирают пыльцу для прокорма личинок, демонстрируют широкий спектр поведенческого социального полиморфизма, от одиночного гнездования до облигатной эусоциальности и клептопаразитизма. По ископаемым находкам установлено, что эусоциальность в этом подсемействе появилась около 20 млн лет назад, что является сравнительно молодым возрастом в сравнении с другими перепончатокрылыми. В подсемействе Halictinae представлены все формы социальности от примитивной до настоящей эусоциальности. Поэтому они служат моделью для исследования эволюции социальности у насекомых.

## Классификация
Подсемейство Halictinae это один из крупнейших таксонов пчёл, наиболее разнообразный в составе семейства галиктиды. Включает более 2400 видов пчёл, разделённый на пять триб: Augochlorini, Thrinchostomini, Caenohalictini, Sphecodini и Halictini (иногда выделяют только две трибы, Augochlorini и Halictini).
Подсемейство Halictinae принадлежит к монофилетической кладе жалящих перепончатокрылых насекомых Aculeata, которые обладают жалом (модифицированным яйцекладом), которым они могут защищаться.

### Augochlorini

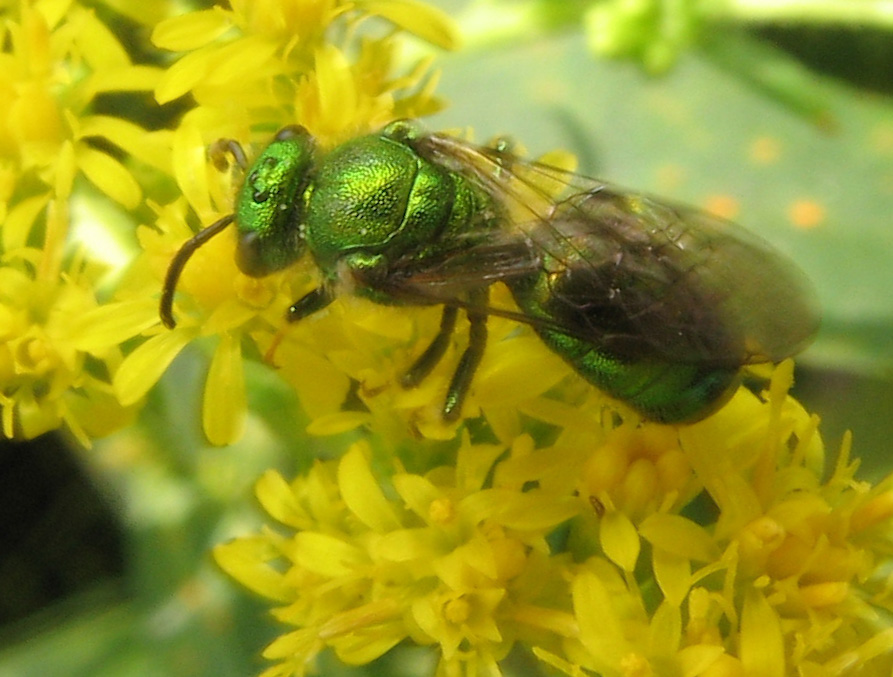
Augochloropsis metallica, самка

В Новом Свете встречается около 250 видов Augochlorini, главным образом в Южной Америке (Неотропике). Социальность Augochlorini слабо изучена и весьма полиморфна в разных родах. Факультативная эусоциальность обнаружена в таких родах, как Augochloropsis и Megalopta, а клептопаразитизм повилася независимо в нескольких родах и подродах: Temnosoma, Megalopta (Noctoraptor) и Megammation (Cleptommation).
- Andinaugochlora — Ariphanarthra — Augochlora — Augochlorella — Augochlorodes — Augochloropsis — Caenaugochlora — Ceratalictus — Chlerogas — Chlerogella — Chlerogelloides — Cleptommation — Corynura — Corynurella — Halictillus — Ischnomelissa — Megalopta — Megaloptidia — Megaloptilla — Megommation — Micrommation — Neocorynura — Neocorynurella — Paracorynurella — Paroxystoglossa — Pereirapis — Pseudaugochlora — Rhectomia — Rhinocorynura — Temnosoma — Thectochlora — Xenochlora — †Oligochlora[7][8]

### Thrinchostomini
Включает 2 рода: Thrinchostoma и Parathrincostoma. Это крупные неметаллически окрашенные пчёлы, которые встречаются на Мадагаскаре и в тропиках Африки и Азии. 12 из 56 видов Thrinchostoma эндемичны для Мадагаскар и привязаны к определённым видам растений. Виды Parathrincostoma, два из которых нативны для Мадагаскара, видимо, клептопаразиты, что определено по отсутствию структур для сбора пыльцы у самок. Биология слабо исследована, предположительно одиночные виды.

### Caenohalictini

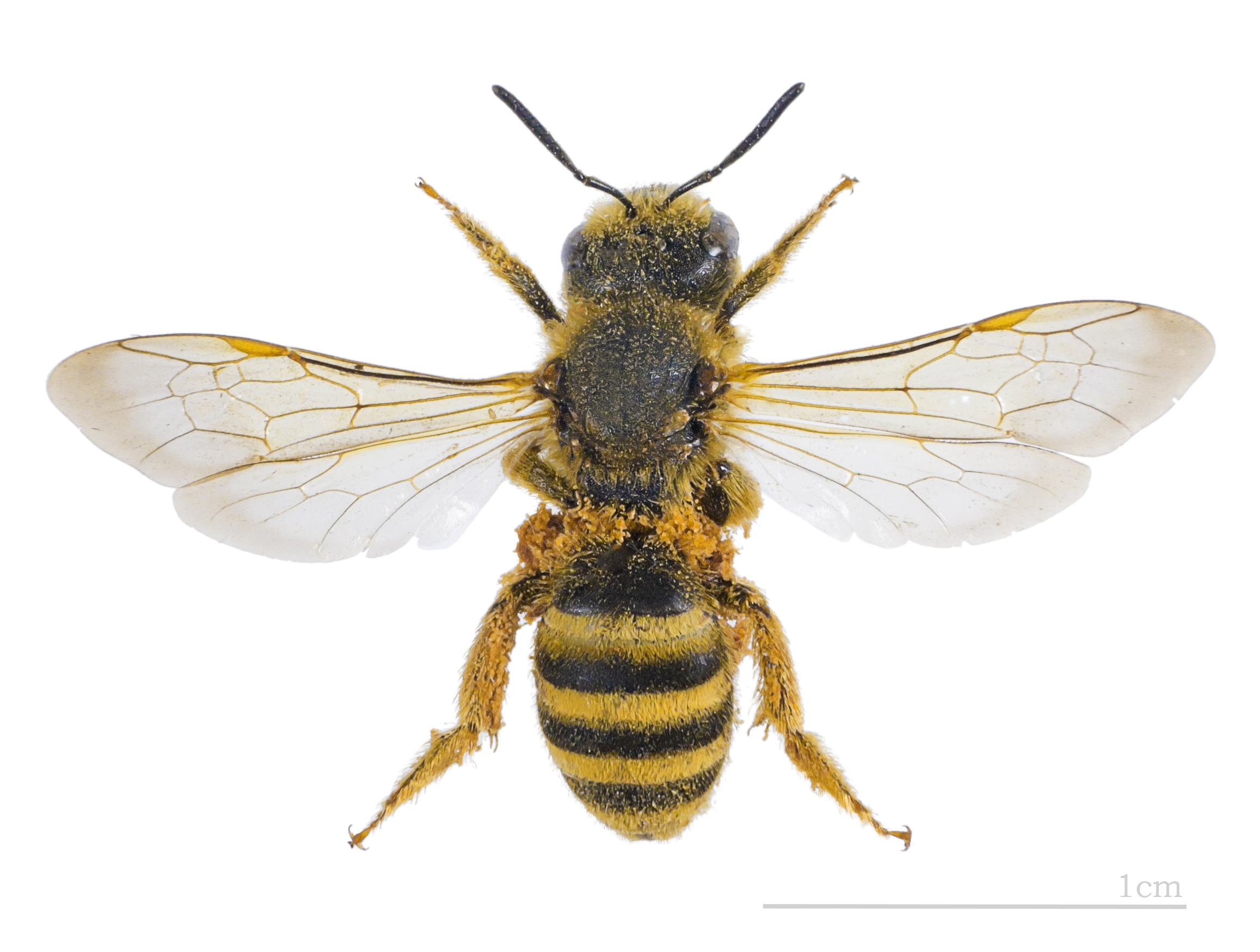
Halictus scabiosae

Встречаются только в Новом Свете и внешне сходны с представителями трибы Augochlorini. Гнездятся одиночно или колониально. Некоторые роды ведут ночной образ жизни.
- Agapostemon — Agapostemonoides — Caenohalictus — Dinagapostemon — Habralictus — Oragapostemon — Paragapostemon — Pseudagapostemon — Rhinetula — Ruizantheda — Ruizanthedella — †Eickwortapis — †Nesagapostemon[9][10]

### Sphecodini
Включает 4 клептопаразитических рода, которые откладывают свои яйца в гнёзда пчёл-хозяев. Представляют одну из древнейших клептопаразитических ветвей, генералисты без специализации. Виды крупнейшего рода Sphecodes (более 300 видов) демонстрируют агрессивный паразитизм, атакуя и иногда, убивая самку-хозяйку атакуемого гнезда ещё перед яйцекладкой в ячейки с пыльцевой провизией. Такие паразиты обнаружены на большинстве континентов, кроме Австралии.
- Eupetersia — Microsphecodes — Ptilocleptis — Sphecodes

### Halictini

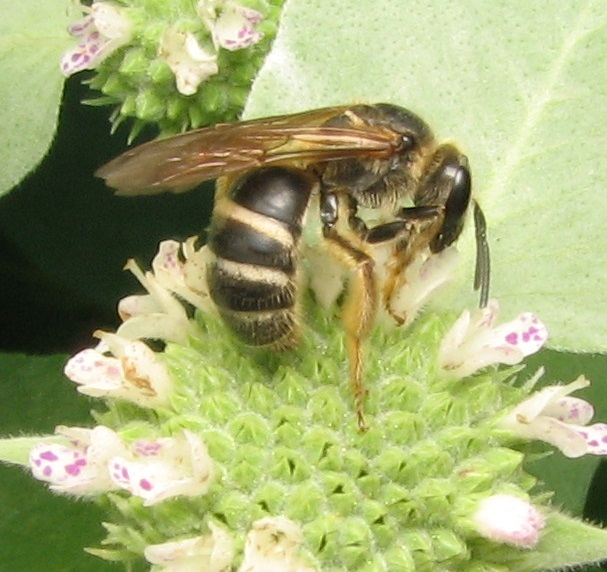
Пчела Lasioglossum

Включает более 2000 описанных видов, и по этому показателю Halictini это крупнейшая триба пчёл-галиктид, с большим поведенческим разнообразием. Среди крупных родов таксоны Lasioglossum, Halictus, Mexalictus и Patellapis sensu lato. Большинство видов принадлежит к гигантскому роду Lasioglossum (включающий около 1700 видов в широкой таксономической трактовке), с большим разнообразием форм поведения, дневного и ночного, социальный паразитизм, одиночные, колониальные и эусоциальные виды. Таксон Dialictus включает около 600 видов, это крупнейший подрод из рода Lasioglossum
1. Agapostemon Guérin-Ménéville, 1844
2. Agapostemonoides Roberts & Brooks, 1987
3. Caenohalictus Cameron, 1903
4. Dinagapostemon Moure & Hurd, 1982
5. Echthralictus Perkins & Cheesman, 1928
6. †Electrolictus Engel, 2001[13]
7. Eupetersia Blüthgen, 1928
8. Glossodialictus Pauly, 1984
9. Habralictus Moure, 1941
10. Halictus Latreille, 1804
11. Homalictus Cockerell, 1919
12. Lasioglossum Curtis, 1833
13. Mexalictus Eickwort, 1978
14. Microsphecodes Eickwort & Stage, 1972
15. Nesosphecodes Engel, 2006
16. Paragapostemon Vachal, 1903
17. Parathrincostoma Blüthgen, 1933
18. Patellapis Friese, 1909
19. Pseudagapostemon Schrottky, 1909
20. Ptilocleptis Michener, 1978
21. Rhinetula Friese, 1922
22. Ruizantheda Moure, 1964
23. Sphecodes Latreille, 1805 (паразиты)
24. Thrinchostoma Saussure, 1890
25. Thrincohalictus Blüthgen, 1955
26. Urohalictus Michener, 1980

## Палеонтология
Древнейшие галиктины были найдены в отложениях раннего эоцена Канады, древнейшие представители трибы Thrinchostomini — в эоценовом балтийском янтаре, древнейшие представители Augochlorini и Caenohalictini — в миоценовом доминиканском янтаре.